# Saab 35 Draken
Saab 35 Draken je bil enomotorni reaktivni lovec švedskega proizvajalca Saab. Draken je naslednik Saab J 29 Tunnan in Saab 32 Lansen. Poleg Švedske so ga uporabljale tudi Avstrijske, Danske in Finske letalske sile.
Drakna so zasnovali kot prestreznika bombnikov in tudi kot lovca za letalske dvoboje. Ima t. i. dvojno delta krilo (double delta). Notranje krilo ima 80° naklon - ugodno za visoke hitrosti, zunanje pa 60° - ugodno za nižje hitrosti. Pod nosom ima RAT turbino. Opremeljen je tudi z zaviralnim padalom.. Prvi let je bil 25 oktobra 1955. V letih 1955–74 so zgradili 651 letal.

## Specifikacije (J 35F Draken)
Podatki iz The Great Book of Fighters, Combat Aircraft since 1945 Saab 35 Draken in Finnish Air Force
Splošne karakteristike
- Posadka: 1
- Dolžina: 15,35 m (50 ft 4 in)
- Razpon kril: 9,42 m (30 ft 10 in)
- Višina: 3,89 m (12 ft 9 in)
- Površina kril: 49,22 m² (529,82 ft²)
- Teža praznega letala: 7865 kg (17340 lb)
- Naložena teža: 11400 kg (25132 lb)
- Maks. vzletna teža: 16000 kg (35273 lb)
- Pogon letala: 1 × Volvo Flygmotor RM 6C turboreaktivni motor z dodatnim zgorevanjem
  - Potisk motorjev (suh): 56,5 kN (12787 lbf)
  - Potisk motorjev z dodatnim zgorevanjem: 78,4 kN (17637 lbf)

 Zmogljivost 
- Maks. hitrost: Mach 2,2
- Doseg: 3250 km (2020 mi) u dodatnimi rezervoarji
- Višina leta: 18000 m (59000 ft)
- Hitrost vzpenjanja: 175 m/s (34450 ft/min)
- Obremenitev kril: 231,6 kg/m² (47,4 lb/ft²)
- Razmerje potisk/teža: 0,70
- Vzletna razdalja: 800 m (2623 ft)

Oborožitev

- Strelno orožje: 1x ali 2x 30 mm M-55 ADEN top, vsak s 100 naboji